# Kristinestad
Kristinestad este o comună din Finlanda.